# Buckfastbi
Buckfastbien er en race af honningbier. Det er en menneskeskabt birace, en krydsning af flere biracer, udviklet af "Broder Adam" (født Karl Kehrle 3. august 1898 i Tyskland), som var ansvarlig for biavl på Buckfast Abbey i Storbritannien, hvor bierne stadig avles i dag.
I 1920'erne blev de brune bier i England ramt af en sygdom, man i mange år har troet, blev forårsaget af en lille mide, der kravlede ind i biernes trakéer – ånderør. De kaldes derfor trakémider. Nu tyder det på, at sygdommen, der blev kaldt "Isle of Wight Disease", i virkeligheden skyldtes "paralyse bi-virus" (L. Bailey og J.N. Perry). Det var især de mørkeste stammer af den brune bi, der blev ramt, men det lykkedes munken Broder Adam at fremavle en krydsningsbi på grundlag af de tilbageværende lysere brune bier og indførte ligusticabier. De blev kaldt Buckfastbier efter det kloster, Broder Adam tilhørte. Buckfastbierne er modstandsdygtige overfor trakémider, men da det ikke er en race, men en hybrid, skal den hele tiden fornyes efter de samme krydsningsprincipper. Hvis man undlader dette, men lader dem parre sig frit, får efterkommerne tilbagefald, honningudbyttet falder drastisk, og bierne bliver meget aggressive.

## Yderligere læsning
- Brother Adam, Beekeeping at Buckfast Abbey, Northern Bee Books, 1987. ISBN 0-907908-37-3 ISBN 978-0907908371
- Brother Adam, In Search of the Best Strains of Bees, Second Edition, Peacock Press, 2000. ISBN 0-907908-06-3 ISBN 978-0907908067
- Brother Adam, Breeding the Bee, Peacock Press, 1987. ISBN 0-907908-32-2 ISBN 978-0907908326
- Zimmer, Raymond, Die Buckfast Biene — Fragen und Antworten, KOCH Imkerei - Technik - Verlag, 1987. ISBN 3-9800797-1-6

| Dyr | Spire Denne artikel om dyr er en spire som bør udbygges. Du er velkommen til at hjælpe Wikipedia ved at udvide den. |